# Gisela Peschke
Pour les articles homonymes, voir Peschke.
Gisela Peschke (née Bockler le 23 janvier 1942 à Wurzen et morte le 10 octobre 1993 à Stralsund sur la mer Baltique) est une décoratrice et une artiste-peintre allemande.

## Biographie
Elle se forma au décor de théâtre et à la scénographie à Leipzig puis à Dresde.
Comme Elisabeth Büchsel et bien d'autres artistes de son temps, elle séjourna souvent sur l'île de Hiddensee, où elle est inhumée dans le cimetière du village de Kloster.